# Hindenburg-Medaillon

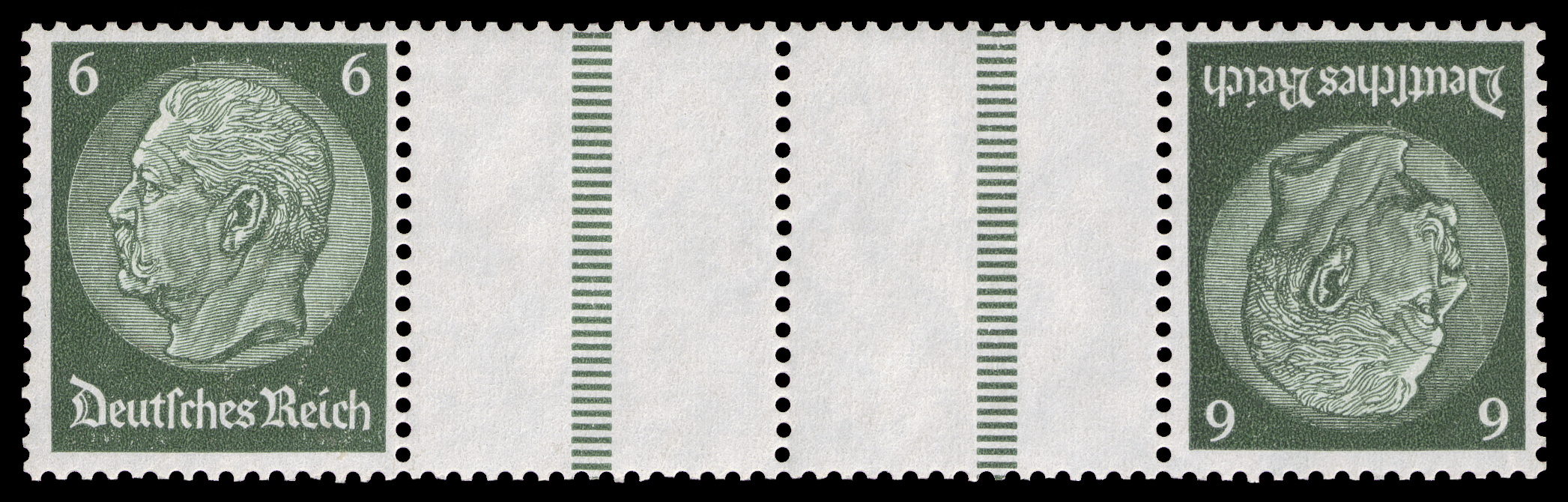
Kehrdruck mit Zwischensteg, aus Briefmarkenheft(-bogen)

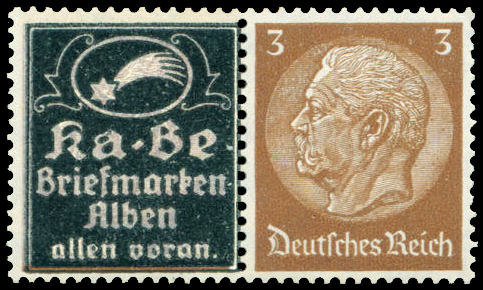
Privat überdruckte Bogenmarken mit Werbung für KA-BE

Die Briefmarkendauerserie Hindenburg-Medaillon wurde von der Deutschen Reichspost ab dem 1. Oktober 1932 ausgegeben und war bis zur Kapitulation 1945 gültig, da sich das Reichspostministerium kriegsbedingt 1944 dazu entschloss, dass alle Briefmarken bis auf weiteres ihre Gültigkeit behalten.
Es war nach der Reichspräsidenten-Briefmarkenserie die zweite Markenserie, die den Reichspräsidenten Paul von Hindenburg als Motiv hatte; bereits zu seinem 80. Geburtstag waren 1927 vier Wohlfahrtsmarken mit seinem Bildnis erschienen. Der Erstausgabetag der Dauerserie lag einen Tag vor seinem 85. Geburtstag.
Nach Hindenburgs Tod 1934 erschien eine Teilauflage mit schwarzem Trauerrand. Diese zählt zwar als Sonderausgabe nicht zur Dauermarkenserie, ist aber aufgrund der Motivgleichheit in diesem Artikel mit aufgeführt.
Neben der erst ab August 1941 eingeführten Dauerserie Reichskanzler Adolf Hitler bot die Hindenburg-Serie fast die einzige Möglichkeit, Postsendungen zum reinen Portowert zu frankieren. Sondermarken wurden nämlich spätestens ab dem Ausgabejahr 1936 fast nur noch als Zuschlagmarken mit einem erheblichen Aufschlag ausgegeben.
Während des Zweiten Weltkriegs gab es die Marken dieser Serie auch mit den jeweiligen Landesaufdrucken in den besetzten Gebieten. Einzelne Werte diente den sowjetischen, britischen und US-amerikanischen Streitkräften bzw. deren Geheimdiensten auch als Vorlage für Propagandafälschungen.
Nach der Kapitulation und der Wiederaufnahme des Postverkehrs wurden die noch vorhandenen Marken teilweise von den Alliierten Besatzungsmächten aus Materialmangel überdruckt und konnten so kurzzeitig weiter als Frankatur benutzt werden; solche Verwendungen kommen aber nur äußerst selten vor.

## Motiv und Druckverfahren
Das Motiv war in allen Wertstufen identisch und zeigte im Profil die linke Gesichtshälfte von Paul von Hindenburg. Der Entwurf für die Werte stammte von dem Medailleur Karl Goetz.
Die Dauerserie wurde durchgehend im Buchdruckverfahren auf gestrichenem Papier mit einer Kammzähnung von 14:14 1/4 in einer Größe von 21,5 × 26 mm auf Bogen zu 10 × 10 Marken mit zwei unterschiedlichen Wasserzeichen („Waffeln“, und ab Dezember 1933 mit „Hakenkreuzen“) oder als Rollenmarken in 200er-, je 250 = 500er-, 500er- und 1000er-Rollen hergestellt.
Insgesamt sind 44 verschiedene Marken erschienen:
- 1. Oktober 1932: 7 Werte (Michel-Nummern: 467–473)
- April bis August 1933: 14 Werte (482–495)
- 1933 bis 1936: 17 Werte: (512–528)
- 4. September 1934: 6 Werte: (548–553)

Als Dauermarkenserie wurde diese auch auf Ganzsachen als Wertstempel für Bild- und Postkarten im Format 148:105 mm benutzt. Insgesamt sind 29 (P216 bis P244) verschiedene Kartenvorlagen erschienen, davon fünf Bildpostkarten mit 1.416 verschiedenen Motiven und acht Sonderpostkarten mit 23 verschiedenen Motiven. Des Weiteren gab es 1941 für die im Bereich des Luftgaukommandos Brüssel beschäftigten „Fremdarbeiter“ eine Antwortpostkarte (2×15 Pfennig). Ab 1943 wurden die Restbestände in Frage- und Antwortteil aufgeteilt und mit neuem Wertaufdruck 6 Pfennig als Inlandskarte in Deutschland aufgebraucht. Zusätzlich gab es für die beiden Rohrpostnetze in Berlin und München eine Rohrpost-Karte (55 Pfennig).

## Liste der Marken

### Deutsches Reich

#### Dauermarken
| Bild | Beschreibung                               | Werte in Pfennig | Ausgabedatum     | MiNr. |
|      | Ausgabe I (Wasserzeichen 2: Waffeln)       | 4                | 1. Oktober 1932  | 467   |
|      |                                            | 5                | 1. Oktober 1932  | 468   |
|      |                                            | 12               | 1. Oktober 1932  | 469   |
|      |                                            | 15               | 1. Oktober 1932  | 470   |
|      |                                            | 25               | 1. Oktober 1932  | 471   |
|      |                                            | 40               | 1. Oktober 1932  | 472   |
|      |                                            | 50               | 1. Oktober 1932  | 473   |
|      | Ausgabe II (Wasserzeichen 2: Waffeln)      | 3                | April 1933       | 482   |
|      |                                            | 4                | Mai 1933         | 483   |
|      |                                            | 6                | April 1933       | 484   |
|      |                                            | 8                | April 1933       | 485   |
|      |                                            | 10               | Mai 1933         | 486   |
|      |                                            | 12               | April 1933       | 487   |
|      |                                            | 15               | August 1933      | 488   |
|      |                                            | 20               | Mai 1933         | 489   |
|      |                                            | 30               | Mai 1933         | 490   |
|      |                                            | 40               | August 1933      | 491   |
|      |                                            | 50               | Juli 1933        | 492   |
|      |                                            | 60               | Mai 1933         | 493   |
|      |                                            | 80               | Juli 1933        | 494   |
|      |                                            | 100              | Juli 1933        | 495   |
|      | Ausgabe III (Wasserzeichen 4: Hakenkreuze) | 1                | 4. Dezember 1933 | 512   |
|      |                                            | 3                | Januar 1934      | 513   |
|      |                                            | 4                | Februar 1934     | 514   |
|      |                                            | 5                | Februar 1934     | 515   |
|      |                                            | 6                | Februar 1934     | 516   |
|      |                                            | 8                | Februar 1934     | 517   |
|      |                                            | 10               | Februar 1934     | 518   |
|      |                                            | 12               | Februar 1934     | 519   |
|      |                                            | 15               | April 1934       | 520   |
|      |                                            | 20               | April 1934       | 521   |
|      |                                            | 25               | April 1934       | 522   |
|      |                                            | 30               | Februar 1934     | 523   |
|      |                                            | 40               | Februar 1934     | 524   |
|      |                                            | 50               | September 1934   | 525   |
|      |                                            | 60               | Mai 1934         | 526   |
|      |                                            | 80               | Februar 1936     | 527   |
|      |                                            | 100              | September 1934   | 528   |

#### Zusammendrucke
Für Briefmarkenheftchen und Rollenmarken
1. 5. August 1933: Heftchenbogen für Heftchen Michel-Nr.: 33. Wasserzeichen 2 mit 5-, 6-, 8- und 12-Pfennig-Marken
2. Juni 1934: Nr. 35 (Spendet für die Opfer der Arbeit!)
3. Ende August 1936/37: Nr. 36 (Unterstützt die NS-Volkswohlfahrt!; Alles für Deutschland!; Deutschland ein Hort des Friedens!)
4. Anfang Oktober 1937/39: Nr. 37 (Unterstützt die NS-Volkswohlfahrt!)
5. Juli 1939: aus Einheitsgeberstreifen I, K21 aus Bogen (Unterstützt die NS-Volkswohlfahrt!; Verwendet WHW-Postwertzeichen!; Spare bei der Postsparkasse!; Glückwünsche durch Schmuckblatt-telegramme!; Tretet in die NSV. ein!; Werde Postscheckteilnehmer!)
6. Oktober 1939: Nr. 38
7. April 1940: Nr. 39 (Werde Postscheckteilnehmer!; Unterstützt das Deutsche Rote Kreuz!; Glückwünsche durch Schmuckblatt-telegramme!)
8. 1939: aus Automatenrollen, die Markenrollen hatten 250 Pärchen zu 4+6 Pfennig
9. 1940 (Februar 1941): aus Einheitsgeberstreifen II, K22 aus Bogen (Unterstützt die NS-Volkswohlfahrt!)
10. 1940 (Ende Juni 1941): aus Einheitsgeberstreifen III, K22 aus Bogen (Spare bei der Postsparkasse!)

#### Ganzsachen
Als Dauermarkenserie wurde diese auch auf Ganzsachen als Wertstempel für Bild- und Postkarten im Format 148:105 mm benutzt. Insgesamt sind 29 (P216 bis P244) verschiedene Kartenvorlagen erschienen, davon fünf Bildpostkarten mit 1.416 verschiedenen Motiven und acht Sonderpostkarten mit 23 verschiedenen Motiven. Des Weiteren gab es noch eine Aufbrauchsausgabe und eine Rohrpost-Karte (RP25).
| Bild         | Wert in Pfennig | Ausgabedatum     | Ganzsachenart                       | Druckverfahren                                                                   | Besonderheiten | Michel-Nr. |
|              | 5               | 1932             | Postkarte                           | Buchdruck                                                                        | fünfzeiliger Absendervermerk | P 216      |
|              | 5               | 1933             | Postkarte                           | Buchdruck                                                                        | fünfzeiliger Absendervermerk | P 217      |
|              | 6               | 1933             | Postkarte                           | Buchdruck                                                                        | fünfzeiliger Absendervermerk | P 218      |
|              | 15              | 1933             | Weltpostkarte                       | Buchdruck                                                                        | fünfzeiliger Absendervermerk | P 219      |
|              | 6/6             | 1933             | Postkarte mit Antwortkarte          | Buchdruck                                                                        | fünfzeiliger Absendervermerk | P 220      |
|              | 6               | 1933             | Bildpostkarte                       | Rastertiefdruck                                                                  | 78 verschiedene Motive | P 221      |
|              | 15              | 1933             | Weltpostkarte                       | Buchdruck                                                                        | Farbänderung | P 222      |
|              | 15/15           | 1933             | Weltpostkarte mit Antwortkarte      | Buchdruck                                                                        | Farbänderung | P 223      |
|              | 6               | 4. November 1933 | Sonderkarte                         | Buchdruck                                                                        | zum 450. Geburtstag Dr. Martin Luther | P 224      |
|              | 5               | 1933/1934        | Postkarte                           | Buchdruck                                                                        | Absendervermerk nur 3 Vordruck- und 3 Punktzeilen, „e“ von Postkarte mit kurzem Schlußstrich | P 225      |
|              | 6               | 1933/1934        | Postkarte                           | Buchdruck (wie P 225)                                                            | | P 226      |
|              | 15              | 1933/1934        | Postkarte                           | Buchdruck (wie P 225)                                                            | | P 227      |
|              | 5/5             | 1933/1934        | Postkarte mit Antwortkarte          | Buchdruck (wie P 225)                                                            | | P 228      |
|              | 6/6             | 1933/1934        | Postkarte mit Antwortkarte          | Buchdruck (wie P 225)                                                            | | P 229      |
|              | 15/15           | 1933/1934        | Postkarte mit Antwortkarte          | Buchdruck (wie P 225)                                                            | | P 230      |
|              | 6               | 1934             | Bildpostkarte                       | Rastertiefdruck                                                                  | 9 verschiedene Motive | P 231      |
|              | 6               | 1934             | Bildpostkarte                       | Rastertiefdruck                                                                  | 144 verschiedene Motive | P 232      |
|              | 6               | 1934             | Bildpostkarte                       | Rastertiefdruck                                                                  | 36 verschiedene Motive | P 233      |
|              | 5               | 1934             | Sonderpostkarte                     | Buchdruck, die P225 mit schwarzem Trauerrand an den Kartenrändern versehen       | zum Tode des Reichspräsidenten von Hindenburg | P 234      |
|              | 6               | 1934             | Sonderpostkarte                     | Buchdruck, die P226 wurde mit schwarzem Trauerrand an den Kartenrändern versehen | zum Tode des Reichspräsidenten von Hindenburg | P 235      |
|              | 6               | 1934             | Bildpostkarte                       | Rastertiefdruck                                                                  | 1218 verschiedene Motive | P 236      |
|              | 6               | 21. Oktober 1936 | Sonderpostkarte                     | Rastertiefdruck                                                                  | zur Grundsteinlegung des Hauses des Deutschen Rechts in München | P 237      |
|              | 5               | 1934             | Bildpostkarte für den Ortsverkehr   | Rastertiefdruck                                                                  | 9 verschiedene Motive | P 238      |
| corbitts.com | 3               | 7. Januar 1939   | Sonderpostkarte                     | ?-druck                                                                          | Tag der Briefmarke | P 239      |
|              | 6               | 18. Juli 1939    | Sonderpostkarte                     | ?-druck                                                                          | zur K.d.F.-Reichstagung in Hamburg, Abbildung: KdF-Schiff Robert Ley | P 240      |
|              | 6               | 12. Januar 1941  | Sonderpostkarte                     | Rastertiefdruck                                                                  | Tag der Briefmarke; Abbildung: Bote der Wiener Klapperpost (hier die Karte aus dem besetzten Gebiet Luxemburg) | P 241      |
|              | 6               | 12. Januar 1941  | Sonderpostkarte                     | ?-druck                                                                          | Tag der Briefmarke; K.d.F.-Sammlergruppen mit acht verschiedenen Motiven verschiedener Truppengattung: „Im Kampf um die Freiheit“ | P 242      |
|              | 6               | 20. April 1941   | Sonderpostkarte                     | Wertstempel: Buchdruck Karte: Rastertiefdruck                                    | Führergeburtstag; K.d.F.-Sammlergruppen mit acht verschiedenen Motiven verschiedener Truppengattung: „Mit unseren Fahnen ist der Sieg“ | P 243      |
|              | (15/15) / 6     | (1941) / 1943    | (Antwortpostkarte) Aufbrauchausgabe | Buchdruck                                                                        | 1941 für die im Bereich des Luftgaukommandos Brüssel beschäftigten Fremdarbeiter bestimmte Antwortpostkarte (15/15). Ab 1943 wurden die Restbestände in Frage und Antwortteil aufgeteilt und mit neuem Wertaufdruck 6 Pfennig als Inlandskarte in Deutschland aufgebraucht. | (P1) P 244 |
|              | 55              | 1934             | Rohrpostkarte                       | hell-lachsfarben, 148:105 mm                                                     | /01 Rohrpost in Berlin /02 Rohrpost in München | RP 25      |

#### Trauermarken
Nach dem Tod Hindenburgs am 2. August 1934 erschien am 4. September eine Sonderausgabe mit den sechs häufigsten Portowerten der Dauerserie Hindenburg-Medaillon mit Trauerrand. Diese Trauermarken waren, im Gegensatz zu den Dauerserienwerten, nur bis zum 31. Dezember 1935 gültig; ihre Auflage ist nicht bekannt.

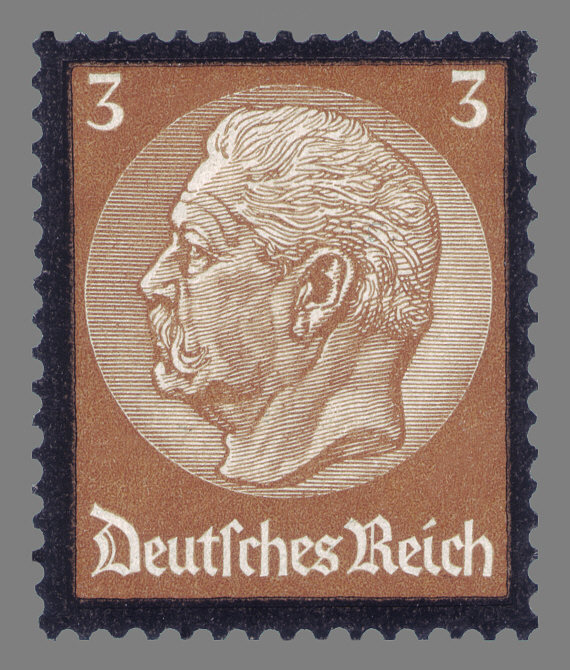
3 Pfennig, Michel-Nr.: 548
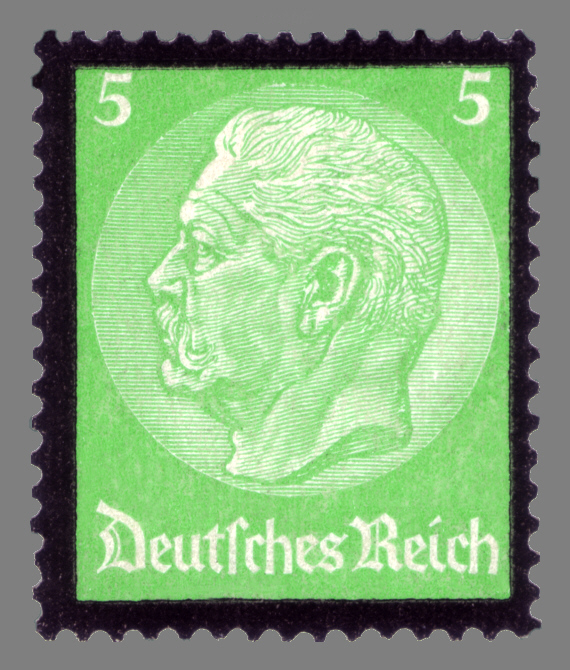
5 Pfennig, Michel-Nr.: 549
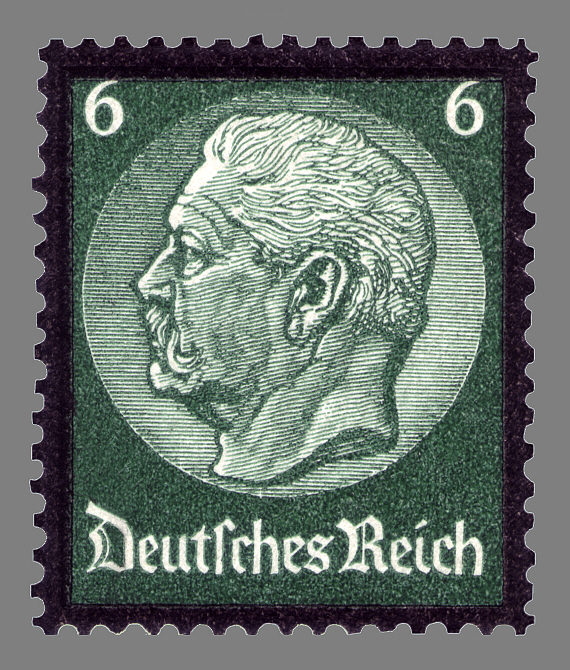
6 Pfennig, Michel-Nr.: 550
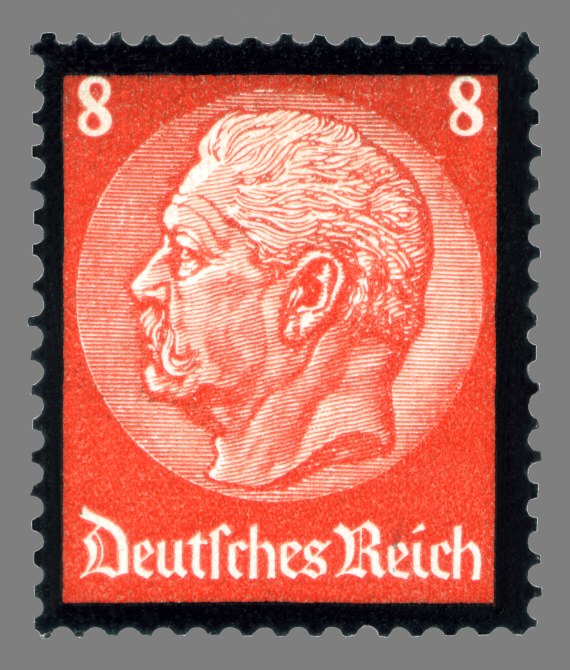
8 Pfennig, Michel-Nr.: 551
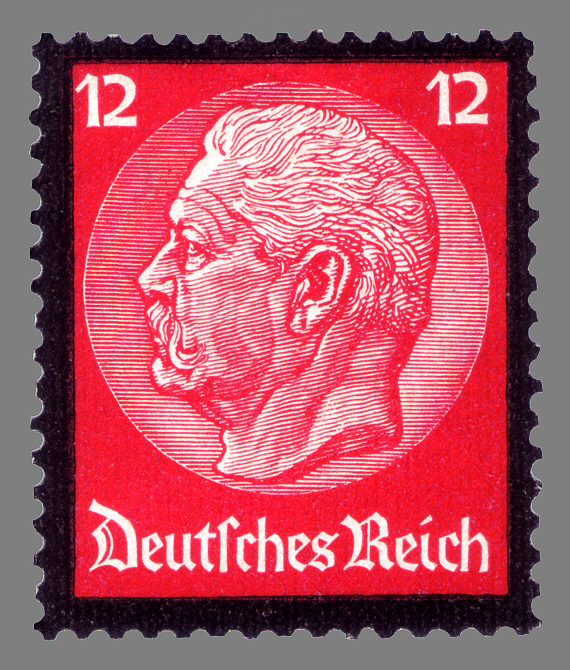
12 Pfennig, Michel-Nr.: 552
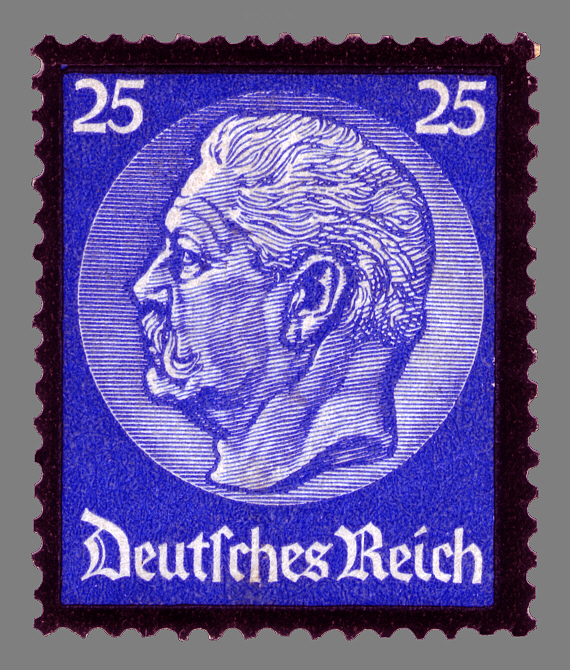
25 Pfennig, Michel-Nr.: 553

#### Geschenkmarken
Aus Anlass des 50-jährigen Bestehens des Berliner Philatelisten-Klubs von 1888 e. V. überreichte die Reichspost einen Bogen mit der 50-Pfennig-Marke (Michel-Nr. 525). Die Bogenränder waren im Gegensatz zu den üblichen Randdrucken abweichend mit dem Text „16. Januar 1938. 50 Jahre Berliner Philatelistenklub E. V.“
versehen. Der Bogen wurde ungeteilt im Archiv des Vereins verwahrt bis er im Krieg verbrannte.

### Deutsche Besetzungsausgaben
- Generalgouvernement: Ab 1. Dezember 1939. Hierfür wurden die Marken 513–514, 516–525 und 528 mit waagerechtem, dreizeiligen Aufdruck der Reichsdruckerei Berlin Deutsche Post / OSTEN. Der Wertüberdruck erfolgte in Groschen und Złoty (1 Złoty = 100 Groschen = 50 Reichspfennig). Diese 13 Werte blieben bis zum 30. September 1940 gültig. Siehe Briefmarken-Ausgaben für das Generalgouvernement 1939
- Elsass: Ab 15. August 1940 wurden die Marken 513–528 mit waagerechtem Aufdruck Elsaß versehen. Die 16 Werte waren bis zum 31. Dezember 1941 gültig, danach wurden nur noch Marken ohne Aufdruck verwendet.
- Lothringen: Ab 21. August 1940 wurden die Marken 513–528 mit waagerechtem Aufdruck Lothringen versehen. Die 16 Werte waren bis zum 31. Dezember 1941 gültig, danach wurden nur noch Marken ohne Aufdruck verwendet.
- Luxemburg: Ab 1. Oktober 1940 wurden die Marken 513–528 mit waagerechtem Aufdruck Luxemburg versehen. Die 16 Werte waren bis zum 31. Dezember 1941 gültig, danach wurden nur noch Marken ohne Aufdruck verwendet.

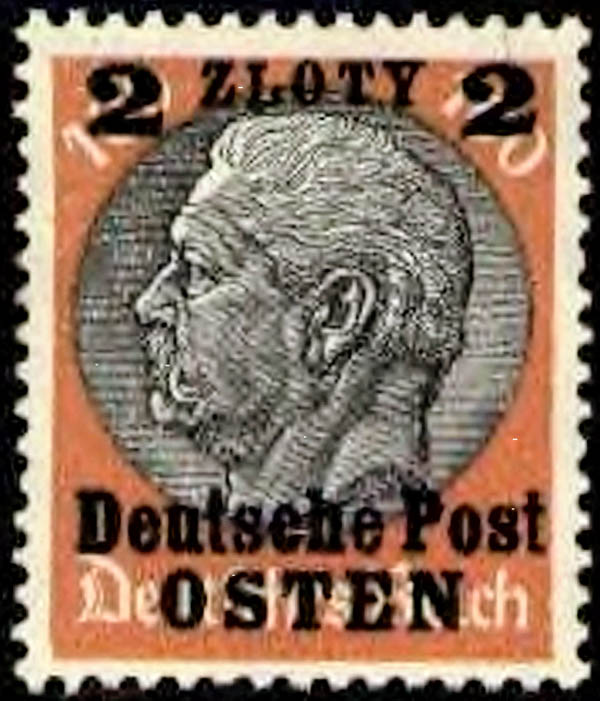
Deutsche Post Osten (Polen)
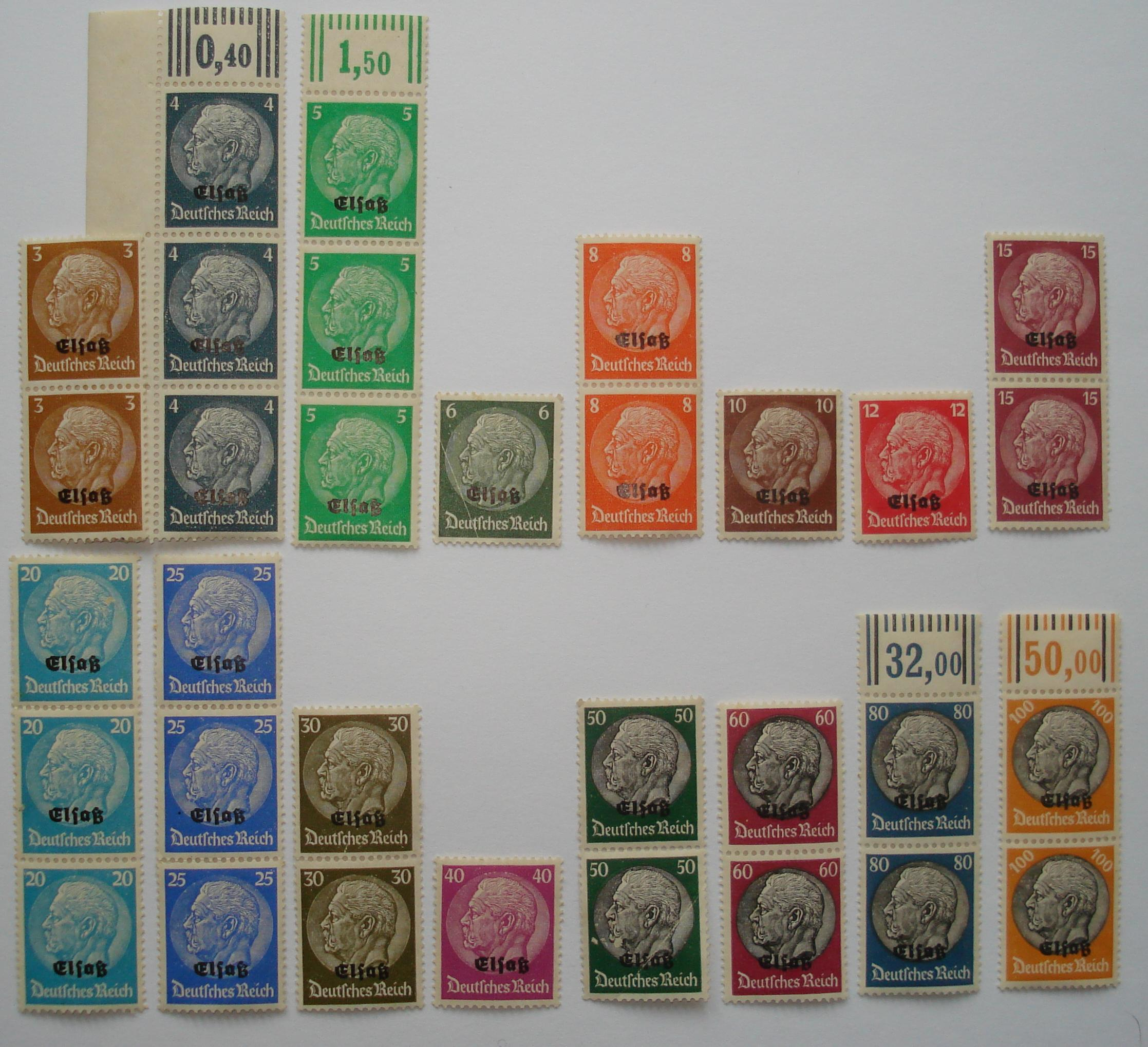
Elsass
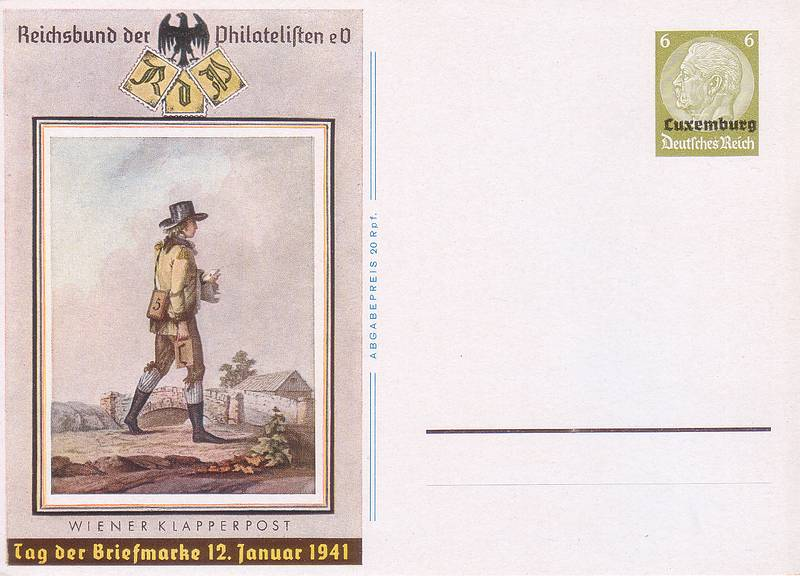
Luxemburg

### Weiterverwendung nach der Kapitulation Deutschlands
Nach der Kapitulation und der Wiederaufnahme des Postverkehrs wurde aus Materialmangel von den alliierten Besatzungsmächten teilweise die noch vorhandenen Marken überdruckt und weiterbenutzt. Bei den Hindenburg-Medaillon-Marken ist dies bis etwa Mitte August 1945 hauptsächlich in Sachsen möglich gewesen, aber selten.

### Propaganda-Fälschungen
siehe auch: Briefmarkenfälschung

#### Sowjetische Fälschungen für Deutschland
Die sowjetischen Fälschungen beschränken sich auf Fälschungen von Postkarten, den so genannten Propagandakarten. Es wurden zahlreiche verschiedene Karten hergestellt, die teilweise mit dem eingedruckten Markenbild zu 6 Reichspfennig der Hindenburg-Freimarkenserie versehen sind.

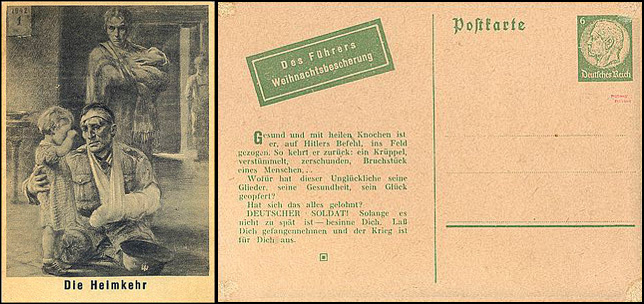
Des Führers Weihnachtsbescherung: Die Heimkehr

„Gesund und mit heilen Knochen ist er, auf Hitlers Befehl, ins Feld gezogen. So kehrt er zurück: ein Krüppel, verstümmelt, zerschunden, Bruchstück eines Menschen…

Wofür hat dieser Unglückliche seine Glieder, seine Gesundheit, sein Glück geopfert?

Hat sich das alles gelohnt?

DEUTSCHER SOLDAT! Solange es nicht zu spät ist – besinne Dich. Laß Dich gefangennehmen und der Krieg ist für Dich aus.“

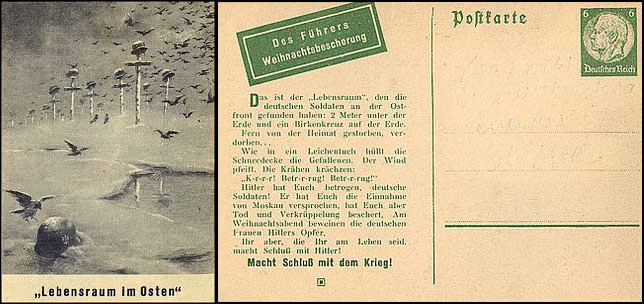
Des Führers Weihnachtsbescherung: „Lebensraum im Osten“

„Das ist der Lebensraum, den die deutschen Soldaten an der Ostfront gefunden haben. 2 Meter unter der Erde und ein Birkenkreuz auf der Erde. Fern von der Heimat gestorben, verdorben…

Wie in ein Leichentuch hüllt die Schneedecke die Gefallenen. Der Wind pfeift. Die Krähen krächzen:

K-r-r-r! Betr-r-rug! Betr-r-rug!

Hitler hat Euch betrogen, deutsche Soldaten! Er hat Euch die Einnahme von Moskau versprochen, hat Euch aber Tod und Verkrüppelung beschert. Am Weihnachtsabend beweinen die deutschen Frauen Hitlers Opfer.

Ihr aber, die Ihr am Leben seid, macht Schluß mit Hitler!

Macht Schluß mit dem Krieg!“

#### Britische Fälschungen für Deutschland
Wie schon im Ersten Weltkrieg wurden auch im Zweiten Weltkrieg in Großbritannien Kriegspostfälschungen für das Deutsche Reich hergestellt. In diesem Krieg wurden allerdings auch Propagandafälschungen hergestellt.
Zunächst wurden Kriegspostfälschungen des 12-Reichspfennig-Wertes der Hindenburg-Freimarkenserie des Deutschen Reiches hergestellt, um ähnlich wie die verbündeten US-Amerikaner Propagandamaterial nach Deutschland einzuschleusen. Dies geschah ebenfalls durch Abwerfen der mit den gefälschten Briefmarken frankierten Briefen mittels Flugzeugen über Deutschland. Es folgten die Wertstufen zu 3, 4, 6 und 8 Reichspfennig. Bei dieser Kriegspostfälschung sind ebenfalls postfrische Stücke bekannt, da nicht alle Briefmarkenfälschungen verbraucht wurden.